# ۸۹ (پیش از میلاد)
۸۹ (پیش از میلاد) ۸۹مین سال قبل از تقویم میلادی است.